# 簡慕華
簡慕華（英語：Rachel Kan Mo Wah，1976年11月30日—），香港電視女演員和節目主持，曾是無綫電視藝員。

## 簡歷
簡慕華生於小康之家，在家中排行第一，還有一弟。父母均從事酒店管理。她在1980年代末以及1990年代畢業於粉嶺公立學校和鳳溪第一中學，後於1998年在香港科技大學物理系畢業，曾替香港電台教育電視拍攝物理科節目。自小在上水長大，中學時期的數理科與體育科成績非常好。她讀完大學之後本可當教師或者從事大學科學研究工作。不過她因為覺得不夠「好玩」，所以選擇參加《2000年度香港小姐競選》，當年號碼為20號，其後加入無綫電視。入行前，簡慕華曾有一段時間投考國泰航空和泰國航空。之後獲得後者取錄而當了一年地勤人員再參選香港小姐。
加入無綫電視後，簡慕華起初擔任了不少閒角。直至2007年，她於《同事三分親》飾演Doris一角而為人熟悉，在《畢打自己人》中也以Doris客串演出，並再度與黎耀祥扮演一對。2009年，她於《烈火雄心3》飾演王喜的物理治療護士「何懿徵」一角深觀眾歡迎。2012年，她憑藉《心戰》首度擔任第三女主角，於《MY AOD我的最愛頒獎典禮2012》獲提名「我的最愛電視女配角」及於《萬千星輝頒獎典禮2012》獲提名「最佳女配角」。2013年，她更憑藉清裝宮廷重頭劇《金枝慾孽貳》而於《萬千星輝頒獎典禮2013》再度獲提名「最佳女配角」。2015年，她憑籍《師奶MADAM》擔任第三女主角，並於《萬千星輝頒獎典禮2015》第三度入圍「最佳女配角」。
2017年，簡慕華拍畢《超時空男臣》後與無綫電視解約，結束與無綫電視17年的賓主關係；而其最後一部播出的劇集《翻生武林》亦於2018年3月播映。同年，簡慕華結婚，隨丈夫移居加拿大。2021年，她參演ViuTV改編自同名日本電視劇的同性愛情喜劇《大叔的愛》，是繼2012年無綫電視劇《心戰》、2016年無綫電視劇《鐵馬戰車》及2018年香港電台劇集《義想天開》之〈走一圈〉後，第四度與黃德斌飾演夫妻或戀人角色。最終，她憑此劇獲選第六屆《觀眾在民間電視大獎》「民選最佳女配角」。

## 演出作品

### 電視劇（無綫電視）
| 首播   | 劇名             | 角色                                                                            |
| 2001年 | 尋秦記           | 博 士                                                                           |
| 2001年 | 陀槍師姐III      | Jenny                                                                           |
| 2002年 | 皆大歡喜         | 拍拖男女／參賽者／珠釵檔小販／女人                                              |
| 2002年 | 烈火雄心II       | Ada                                                                             |
| 2002年 | 流金歲月         | 梁心喬                                                                          |
| 2003年 | 皆大歡喜         | 靚女／Anna／Mary／新聞報道員／女醫生／Dee Dee姐／尚前女友／醫生／婆女／新聞主播 |
| 2003年 | 帝女花           | 小 群                                                                           |
| 2003年 | 律政新人王       | 程太太                                                                          |
| 2003年 | 黑夜彩虹         | 秘 書                                                                           |
| 2003年 | 美麗在望         | 靚 女                                                                           |
| 2003年 | 衝上雲霄         | 何若冰                                                                          |
| 2003年 | 西關大少         | 途 人                                                                           |
| 2004年 | 棟篤神探         | Mandy                                                                           |
| 2004年 | 無名天使3D       | 雷麗鳳（Eva）                                                                   |
| 2004年 | 隔世追兇         | 程太太                                                                          |
| 2004年 | 皆大歡喜         | 女職員／女／醫生／女子／主持／程 欣                                             |
| 2004年 | 金枝慾孽         | 汀 蘭                                                                           |
| 2004年 | 水滸無間道       | 心理醫生                                                                        |
| 2005年 | 妙手仁心III      | 蔡美鳳（Anna）                                                                  |
| 2005年 | 酒店風雲         | Elaine                                                                          |
| 2005年 | 人間蒸發         | Queen                                                                           |
| 2005年 | 我的野蠻奶奶     | 小 花                                                                           |
| 2005年 | 阿旺新傳         | 新聞報導員                                                                      |
| 2005年 | 老婆大人         | May                                                                             |
| 2005年 | 隨時候命         | 張少甜（Candy）                                                                 |
| 2006年 | 謎情家族         | Ada                                                                             |
| 2006年 | 人生馬戲團       | 養老院看護                                                                      |
| 2006年 | 潮爆大狀         | Grace                                                                           |
| 2006年 | 高朋滿座         | 主 持                                                                           |
| 2006年 | 火舞黃沙         | 小 翠                                                                           |
| 2006年 | 法證先鋒         | 白詠善                                                                          |
| 2006年 | 刑事情報科       | Joey                                                                            |
| 2006年 | 街市的童話       | 惠 英                                                                           |
| 2006年 | 轉世驚情         | 信 眾                                                                           |
| 2006年 | 鳳凰四重奏       | 急診室護士                                                                      |
| 2006年 | 匯通天下         | 慈安太后                                                                        |
| 2006年 | 賭場風雲         | 謝婉心                                                                          |
| 2006年 | 肥田囍事         | Ida                                                                             |
| 2007年 | 突圍行動         | Cindy                                                                           |
| 2007年 | 迎妻接福         | 翠 菊                                                                           |
| 2007年 | 同事三分親       | Doris                                                                           |
| 2007年 | 通天幹探         | 韋亞萊                                                                          |
| 2007年 | 爸爸閉翳         | 林 茜                                                                           |
| 2007年 | 師奶兵團         | 社 工                                                                           |
| 2007年 | 建築有情天       | 陳燕芳                                                                          |
| 2007年 | 兩妻時代         | 亞 潔                                                                           |
| 2008年 | 古靈精探         | 萬 樺                                                                           |
| 2008年 | 珠光寶氣         | June                                                                            |
| 2008年 | 桌球天王         | Stella                                                                          |
| 2009年 | 畢打自己人       | Doris                                                                           |
| 2009年 | 烈火雄心3        | 何懿徵（June）                                                                  |
| 2010年 | 五味人生         | 女西醫                                                                          |
| 2010年 | 鐵馬尋橋         | 何詠晶                                                                          |
| 2010年 | 飛女正傳         | 唐美詩（Macy）                                                                  |
| 2010年 | 談情說案         | Madam陳                                                                         |
| 2010年 | 蒲松齡           | 董慧欣                                                                          |
| 2010年 | 施公奇案II       | 玲 瓏                                                                           |
| 2010年 | 公主嫁到         | 羅司膳                                                                          |
| 2010年 | 囧探查過界       | 霍美靜                                                                          |
| 2011年 | 仁心解碼         | 鄧婉嫻                                                                          |
| 2011年 | 隔離七日情       | 鄭美華                                                                          |
| 2011年 | 你們我們他們     | Carol                                                                           |
| 2011年 | 魚躍在花見       | 帝煌職員                                                                        |
| 2011年 | 點解阿Sir係阿Sir | Miss Yu                                                                         |
| 2011年 | 誰家灶頭無煙火   | 彭嘉美                                                                          |
| 2011年 | 真相             | Elaine莊                                                                        |
| 2011年 | 團圓             | 鄺麗盈（青年）                                                                  |
| 2011年 | 蓋世孖寶         | 嵐 母                                                                           |
| 2011年 | 法證先鋒III      | 郭張美芬                                                                        |
| 2011年 | 荃加福祿壽探案   | 宋為蕎                                                                          |
| 2011年 | 天與地           | Daisy                                                                           |
| 2011年 | 我的如意狼君     | 教授妻                                                                          |
| 2012年 | 4 In Love        | 張希妍（Hayley）                                                                |
| 2012年 | 拳王             | Susan                                                                           |
| 2012年 | 心戰             | Michelle                                                                        |
| 2012年 | 護花危情         | 周美虹（Tina）                                                                  |
| 2012年 | 回到三國         | 甘夫人                                                                          |
| 2012年 | 造王者           | 儀 妃                                                                           |
| 2013年 | 心路GPS          | 陳敏華（Mandy）                                                                 |
| 2013年 | 金枝慾孽貳       | 伊蘇·爾荷（爾荷姑姑）                                                           |
| 2013年 | 師父·明白了      | 海春花                                                                          |
| 2013年 | 巨輪             | 趙美霞                                                                          |
| 2013年 | 法外風雲         | 高醫生                                                                          |
| 2013年 | 舌劍上的公堂     | 周 蘭                                                                           |
| 2014年 | 守業者           | 王美芬                                                                          |
| 2014年 | 愛我請留言       | 程醫生                                                                          |
| 2014年 | 我們的天空       | 何玉珊                                                                          |
| 2014年 | 再戰明天         | 岑詠琴（Candy）                                                                 |
| 2015年 | 師奶MADAM        | 劉憐香（Jolie）                                                                 |
| 2015年 | 樓奴             | 朱瑪莉                                                                          |
| 2015年 | 陪著你走         | 林 詠（Wing）                                                                   |
| 2015年 | 枭雄             | 瓊 姐                                                                           |
| 2015年 | 刀下留人         | 赤映霞                                                                          |
| 2016年 | 鐵馬戰車         | 李淑樺                                                                          |
| 2016年 | 公公出宮         | 吳賢慧                                                                          |
| 2016年 | 純熟意外         | 陳家琪（陳姑娘）                                                                |
| 2016年 | 完美叛侶         | 程婉萍（Rowena）                                                                |
| 2017年 | 超時空男臣       | 余綺虹                                                                          |
| 2018年 | 翻生武林         | 玉嬌鳳                                                                          |

### 電視劇（香港電台）
| 首播   | 劇名                     | 角色 |
| 2018年 | 義想天開（單元：走一圈） | Step |

### 電視劇（ViuTV）
| 首播   | 劇名         | 角色                |
| 2021年 | 大叔的愛     | 袁慧珠（Francesca） |
| 2022年 | 940920       | 余淑華              |
| 2022年 | 百萬同居計劃 | 霍美玲（霍姐）      |

### 電視電影
- 2004年：鐵翼驚情 飾 空姐

### 電影
- 寒戰 飾 廉政公署調查員（2012）
- 赤道 飾 香港醫管局代表（2015）

### 節目主持（無綫電視）
- 中華狀元紅（2001）

### 電視節目（ViuTV）
- 神的女主角（第9—10集嘉賓）

### 廣告
- 2007年：大眾銀行（香港）
- 2024年：The Singleton - Ring of Curiosity 系列（與黃德斌、黃正宜、程人富合作）[6]